# هدف هلسنكي الرئيسي
هدف هلسنكي الرئيسي كان هدفًا للقدرات العسكرية تم تحديده لعام 2003 خلال اجتماع المجلس الأوروبي في هلسنكي في ديسمبر 1999 بهدف تطوير قوة الرد السريع الأوروبية في المستقبل. كان هناك اهتمام كبير بفكرة وجود قوة عسكرية واحدة في الاتحاد الأوروبي، وأدت التوصيفات غير الدقيقة للمبادرة (التي لم تكن أكثر من بعض ترتيبات المقر وقائمة بالقوى الوطنية المتاحة نظريًا) إلى تصوير صحفي غير دقيق حول جيش أوروبي موحد.
الهدف الرئيسي تم بناؤه على أساس إعلان فرنسي بريطاني مشترك سابق تم اعتماده في سانت مالو في ديسمبر 1998. ذكر إعلان سانت مالو أن الاتحاد الأوروبي يجب أن يكون لديه القدرة على «عمل مستقل تدعمه قوات عسكرية ذات مصداقية» كجزء من سياسة دفاع مشتركة. أرسى إعلان سانت مالو الأساس السياسي بين فرنسا والمملكة المتحدة، مما سهل بدوره إطلاق السياسة الأوروبية للأمن والدفاع وصياغة الهدف الرئيسي.
في عام 2004، تم تحديد هدف جديد: «الهدف الرئيسي 2010». لتحديث الإعلان الأولي في ديسمبر 1999، تم التوصل إلى اتفاق رسمي بشأن الهدف الرئيسي في 22 نوفمبر 2004 ووفقًا للبيانات التي أدلى بها مسؤولو الاتحاد الأوروبي، سيتم نشر الوحدات الأولى في عام 2007. منذ 1 كانون الثاني (يناير) 2007، كان 60.000 جندي متاحين لقوة الرد السريع الأوروبية المحتملة والذين من المحتمل أن يتم نشرهم لمدة عام على الأقل.

## الهدف الرئيسي 2003
بموجب هذه الخطة، تعهد الاتحاد الأوروبي خلال قمة هلسنكي بأن يكون قادرًا على الانتشار السريع ومن ثم الحفاظ على القوات القادرة على تنفيذ مجموعة كاملة من مهام بيترسبرج (على النحو المنصوص عليه في معاهدة أمستردام)، بما في ذلك المهام الأكثر تطلبًا، في العمليات حتى مستوى فيلق (حتى 15 لواء أو 50,000-60,000 فرد)   لتكون قادرة على التدخل في أي أزمة يمكن أن تحدث في منطقة تتأثر فيها المصالح الأوروبية. كان الهدف هو جعل تلك القوات معتمدة على نفسها، وقادرة على الانتشار في غضون 60 يومًا وأكثر من 4,000 كـم (2,485 ميل)، ومستدامة في هذا المجال لمدة عام. وهذا يعني أنه سيتعين على القوة فعليًا أن يبلغ عددها حوالي 180,000 جندي لتوفير بدائل متناوبة للقوات الأولية. تشمل مهام بيترسبورج المهام الإنسانية والإنقاذ، مهام حفظ السلام، ومهام القوات المقاتلة في إدارة الأزمات، بما في ذلك صنع السلام. لن تدوم القوات التي يقودها الاتحاد الأوروبي والتي يتم تجميعها استجابة لأزمة إلا طوال مدة الأزمة وسيكون الأمر متروكًا للدول الأعضاء نفسها لتقرير ما إذا كانت ستشارك بقوات ومتى وكيف.
وقد تم توسيع مهام بيترسبرج، التي تحدد واجبات قوة الرد السريع، من المساعدة الإنسانية والإنقاذ وحفظ السلام وصنع السلام لتشمل «عملية نزع السلاح المشتركة» و«مهام المشورة والمساعدة العسكرية» و«الاستقرار بعد انتهاء الصراع». كما ينص على أن «كل هذه المهام قد تساهم في مكافحة الإرهاب، بما في ذلك من خلال دعم دول ثالثة في مكافحة الإرهاب في أراضيها».

### كتالوج القوة
من سيناريوهات مهمة بيترسبرج المتصورة، قام الطاقم العسكري في الاتحاد الأوروبي بإنشاء «كتالوج هلسنكي الرئيسي» الذي يحدد القدرات المطلوبة في كل مجال من مجالات القدرة البالغ عددها 144 منطقة. في تشرين الثاني (نوفمبر) 2000، عقد الاتحاد الأوروبي مؤتمر الالتزام بالقدرات في بروكسل، والذي أدى إلى التزامات لأكثر من 100,000 جندي (حاليا) تم الإعلان عن توفرهم لما أصبح يعرف باسم كتالوج هلسنكي للقوة.  وبعد مرور عام، عُقد مؤتمر تحسين القدرات الذي تمت خلاله إضافة المزيد من القوات العسكرية و 5000 شرطي إلى الكتالوج.

### خطة عمل القدرة الأوروبية
خلال قمة لكن في ديسمبر 2001، أطلق الاتحاد الأوروبي خطة عمل القدرات الأوروبية لمعالجة نقص القدرات الأوروبية. تضمنت في البداية حوالي 20 لجنة مؤلفة من خبراء عسكريين من الدول الأعضاء التي قدمت خططًا ومقترحات لسد النواقص المحددة (على سبيل المثال، من خلال الحصول على معدات جديدة أو تحسين القدرات الحالية، لا سيما من خلال التعاون على المستوى الأوروبي).

## الهدف الرئيسي 2010
مع تحقيق هدف هلسنكي الرئيسي، وافق المجلس الأوروبي في يونيو 2004 على زيادة تطوير قدرة الاتحاد الأوروبي على إدارة الأزمات العسكرية وتم تحديد هدف جديد: «الهدف الرئيسي 2010». التزم أعضاء الاتحاد الأوروبي بأنه بحلول عام 2010، على أبعد تقدير، سيكونون قادرين على الاستجابة «بإجراءات سريعة وحاسمة بتطبيق نهج متماسك تمامًا» على النطاق الكامل لعمليات إدارة الأزمات التي تغطيها معاهدة الاتحاد الأوروبي وإستراتيجية الاتحاد الأوروبي الأمنية 2003 (أي المهام الإنسانية والإنقاذ، عمليات نزع السلاح، دعم الدول الثالثة في مكافحة الإرهاب، مهام حفظ السلام ومهام القوات المقاتلة في إدارة الأزمات، وصنع السلام) يهدف الاتحاد الأوروبي أيضًا إلى معالجة أوجه القصور من الهدف الرئيسي السابق (على سبيل المثال الثغرات المتعلقة بالجسر الجوي الاستراتيجي والجسر البحري) والتي لا تزال تعتبر عاملاً مقيدًا لقابلية تشغيل القوات المعينة، لا سيما في عمليات إدارة الأزمات الأكثر تطلبًا.

## روابط خارجية
- أمانة مجلس الاتحاد الأوروبي، معلومات أساسية - تطوير القدرات العسكرية الأوروبية: كتالوج القوة 2006، نوفمبر 2006
- المفوضية الأوروبية، «ESDP: المفوضية تقترح مرفق الرد السريع لتعبئة أدوات الأزمات المدنية»، 11 أبريل 2000
- تقرير مركز أبحاث السياسة الخارجية